# Nemško cesarstvo
Izraz Nemško cesarstvo se včasih uporablja tudi za Sveto rimsko cesarstvo nemške narodnosti.
Nemško cesarstvo (uradno nemško Deutsches Reich - Nemška država) oziroma drugi rajh je obstajalo v letih 1871–1918. Bilo je imperij v Evropi in čezmorskih deželah, ki mu je vladala Prusija. Drugo nemško cesarstvo je sledilo Nemški zvezi in kratkotrajni Severnonemški zvezi (1866–1870), ustvaril pa ga je Bismarck po francosko-pruski vojni. Združil je petindvajset nemških držav, ki jim je zavladal pruski kralj iz rodbine Hohenzollern. Kralj je z nastankom cesarstva postal cesar Viljem I.

## Zgodovina
Leta 1879 je Nemško cesarstvo sklenila zvezo z Avstro-Ogrsko in Nemci so začeli vlagati v gospodarstvo jugovzhodne Evrope. Leta 1884 je Bismarck predsedoval konferenci evropskih kolonialnih sil v Berlinu, kjer naj bi določili meje med afriškimi ozemlji. Istega leta je Karl Peters ustanovil Družbo za nemško kolonizacijo in Bismarck je za Nemčijo zahteval tri območja v Afriki: Nemško Jugozahodno Afriko na meji s Kapsko kolonijo, Kamerun in Togo, kjer je imelo Združeno kraljestvo dolgo monopol nad trgovino, ter Nemško Vzhodno Afriko, katere priključitev Nemčiji bi ogrozila britanske interese v Zanzibarju. Nemčija je zahtevala tudi severni del Nove Gvineje in Bismarckov arhipelag v Tihem oceanu. Ko je na oblast prišel Viljem II. (1888), je Nemčija pridobila še več novih kolonij, posebej na Daljnem vhodu. Leta 1898 je vzela v zakup kitajsko provinco Šantung, od Španije pa je kupila Karolinsko in Marijansko otočje. Leta 1899 so si Nemško cesarstvo in ZDA razdelile otočje Samoo. Nemčija se je skoraj zapletla v spor z Veliko Britanijo, a sta ga državi leta 1900, potem ko je Velika Britanija pomagala dušiti boksarsko vstajo, preprečili s sporazumom. Istega leta je nemški kancler postal von Bülow (1900–1909). Nemška industrija je tako napredovala, da se je država razvila v največjo evropsko industrijsko silo in iskanje novih trgov je neizogibno vodilo v napete odnose z drugimi kolonialnimi velesilami. Ko je von Tirpitz okrepil nemško ladjevje, je postalo ogroženo ladjevje Velike Britanije, tekmovanje s Francijo v Afriki pa je leta 1905 povzročilo maroško krizo. Temu je sledila druga maroška kriza (1911) kjer so se države nevarno približale mednarodnemu spopadu. Sarajevski atentat je cesarstvo presenetil. Po razpravi je bilo sklenjeno, da je treba zvezo z Avstro-Ogrsko iz leta 1879 spoštovati, čeprav bi to pomenilo vojno z Rusijo in Francijo. Med prvo svetovno vojno so zavezniki zavzeli večino nemških prekomorskih ozemelj in po versajskem miru je Nemčija izgubila ves čezmorski imperij, ki je postal mandatno ozemlje. V imenu Društva narodov so ga upravljale države zmagovalke. Po koncu vojne je cesar abdiciral in ustanovljena je bila weimarska republika.

## Ustanovne države cesarstva
- Kraljevine (Königreiche)
  - Bavarska (Bayern) - glavno mesto München
  - Prusija (Preußen) - glavno mesto Berlin
  - Saška (Sachsen) - glavno mesto Dresden
  - Württemberg - glavno mesto Stuttgart
- Velike kneževine (“Großherzogtümer”)
  - Baden - glavno mesto Karlsruhe
  - Hesse (Hessen) - glavno mesto Darmstadt
  - Mecklenburg-Schwerin - glavno mesto Schwerin
  - Mecklenburg-Strelitz - glavno mesto Neustrelitz
  - Oldenburg - glavno mesto Oldenburg
  - Saxe-Weimar-Eisenach (Sachsen-Weimar-Eisenach) - glavno mesto Weimar
- Kneževine (Herzogtümer)
  - Anhalt - glavno mesto Dessau
  - Braunschweig - glavno mesto Wolfenbüttel ali Braunschweig
  - Saxe-Altenburg (Sachsen-Altenburg) - glavno mesto Altenburg
  - Saxe-Coburg in Gotha (Sachsen-Coburg und Gotha) - glavno mesto Coburg in Gotha
  - Saxe-Meiningen (Sachsen-Meiningen) - glavno mesto Meiningen

- Vojvodstva (Fürstentümer)
  - Lippe - glavno mesto Detmold
  - Reuss-Gera ali Reuss mlajša veja (Reuß jüngere Linie) - glavno mesto Gera
  - Reuss-Greiz ali Reuss starejša veja (Reuß ältere Linie) - glavno mesto Greiz
  - Schaumburg-Lippe - glavno mesto Bückeburg
  - Schwarzburg-Rudolstadt - glavno mesto Rudolstadt
  - Schwarzburg-Sondershausen - glavno mesto Sondershausen
  - Waldeck-Pyrmont - glavno mesto Arolsen
- Svobodna mesta (Freie Hansestädte)
  - Bremen
  - Hamburg
  - Lübeck
- Druga:
  - Državna dežela Alzacija-Lorena (Reichsland Elsaß-Lothringen)

## Nemške kolonije
- Nemška vzhodna Afrika
- Nemška jugozahodna Afrika
- Kamerun
- Togo
- Marijansko otočje
- Maršalovo otočje
- Salamonovo otočje
- Nemška Nova Gvineja
- Samoa
- Karolinsko otočje
- Nauru
- Palav
- Tsingtao
- Kiaochow